# Arcus 94
Arcus 94 — болгарский самозарядный пистолет, производство которого освоила компания «Arcus Co.» на машиностроительном заводе в городе Лясковец.

## Описание
Пистолет Arcus 94 представляет собой конструктивный аналог бельгийского пистолета Browning HP образца 1935 года, производство которого было освоено на экспорт в условиях конверсии предприятий военно-промышленного комплекса Болгарии в начале 1990-х годов. Выпускается в нескольких модификациях и вариантах исполнения.
В 1998 году в соответствии с распоряжением начальника генерального штаба Болгарии генерала Михо Михова пистолет Arcus-98DA был официально принят на вооружение вооружённых сил Болгарии, но до начала ноября 2013 года в войска поступило около 200 пистолетов этого типа.
Пистолеты Arcus 98DA экспортируются в США (24 ноября 2003 года заместитель министра экономики Болгарии Димитр Хаджиниколов сообщил о том, что в США было продано 12 тысяч пистолетов этой модели), ещё некоторое количество было продано в Израиль и Латинскую Америку.

## Варианты и модификации

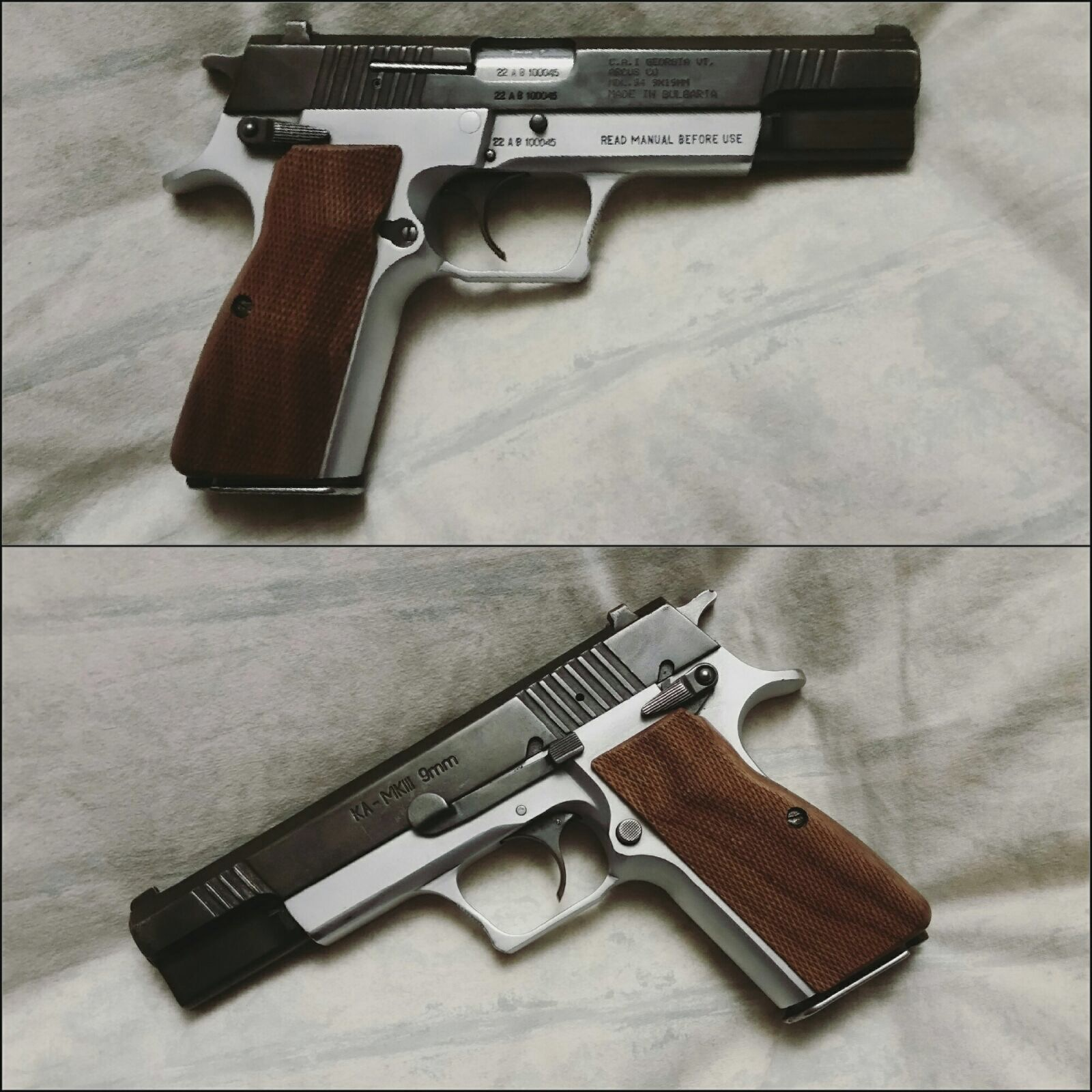
коммерческий Arcus 94

- Arcus 94 — модель 1994 года, копия Browning HP образца 1935 года с 13-зарядным магазином, щёчки на рукоять из пластмассы или орехового дерева.
- Arcus 94C — компактная модификация Arcus 94 с длиной ствола 101,5 мм.
- Arcus 98DA — модель 1998 года, с ударно-спусковым механизмом двойного действия (имеющим сходство с SIG Sauer P220), магазином на 15 патронов и изменёнными накладками на рукоять[3]. Масса пистолета составляет 950 грамм.
- Arcus 98DAC — компактная модификация Arcus 98DA с длиной ствола 101,5 мм, масса пистолета уменьшена до 900 грамм. Выпускается с 2002 года[6]

Для пистолетов Arcus 98DA и Arcus 98DAC выпускается адаптер «Arcus 98M», который обеспечивает возможность стрельбы патронами .22 LR.

## Страны-эксплуатанты
- Болгария — пистолет Arcus 98DA является наградным оружием[7], принят на вооружение вооружённых сил Болгарии[2] и полиции Болгарии.